# Halde Lothringen

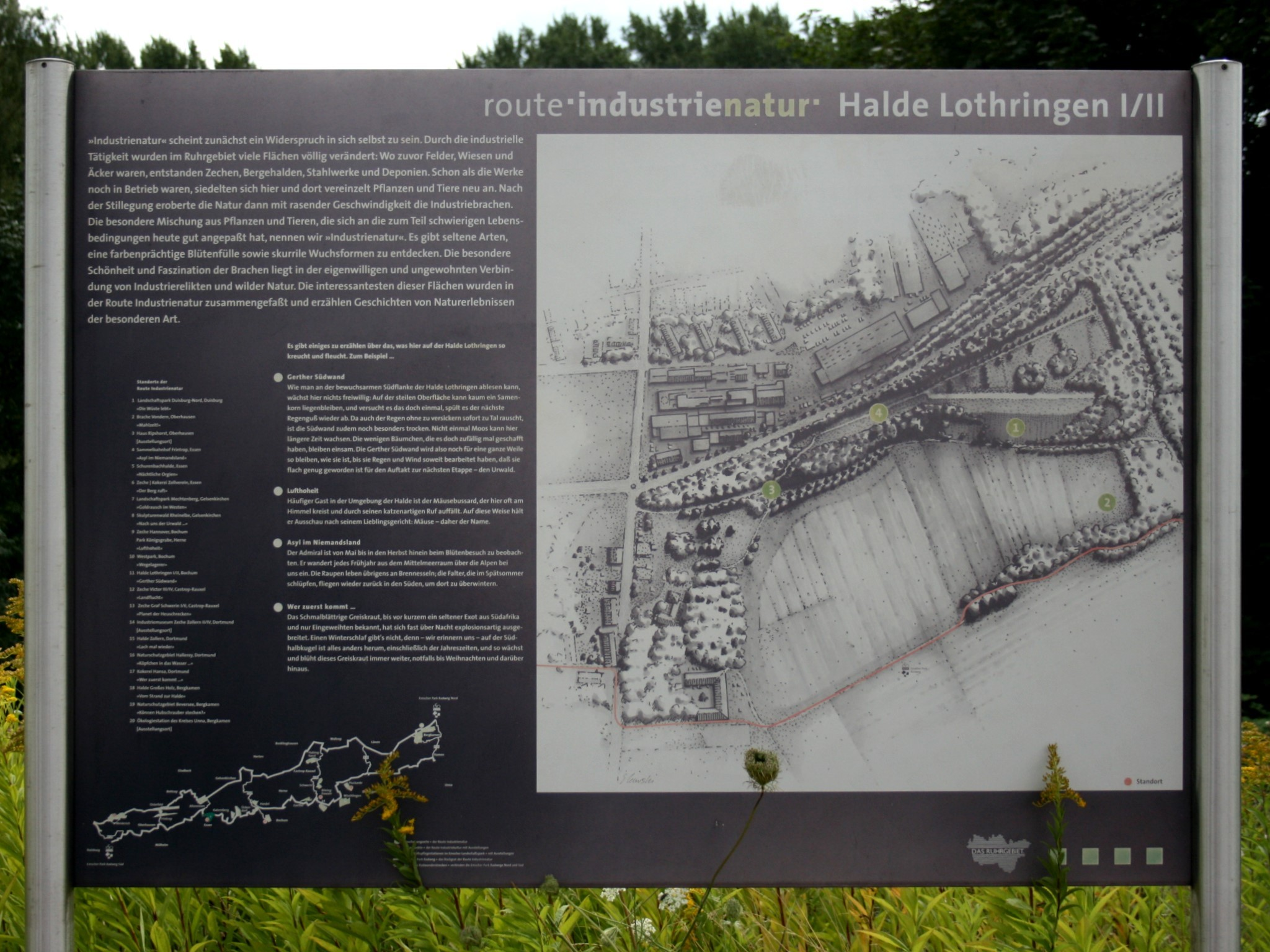
Karte zur Halde mit Informationen der Route der Industriekultur

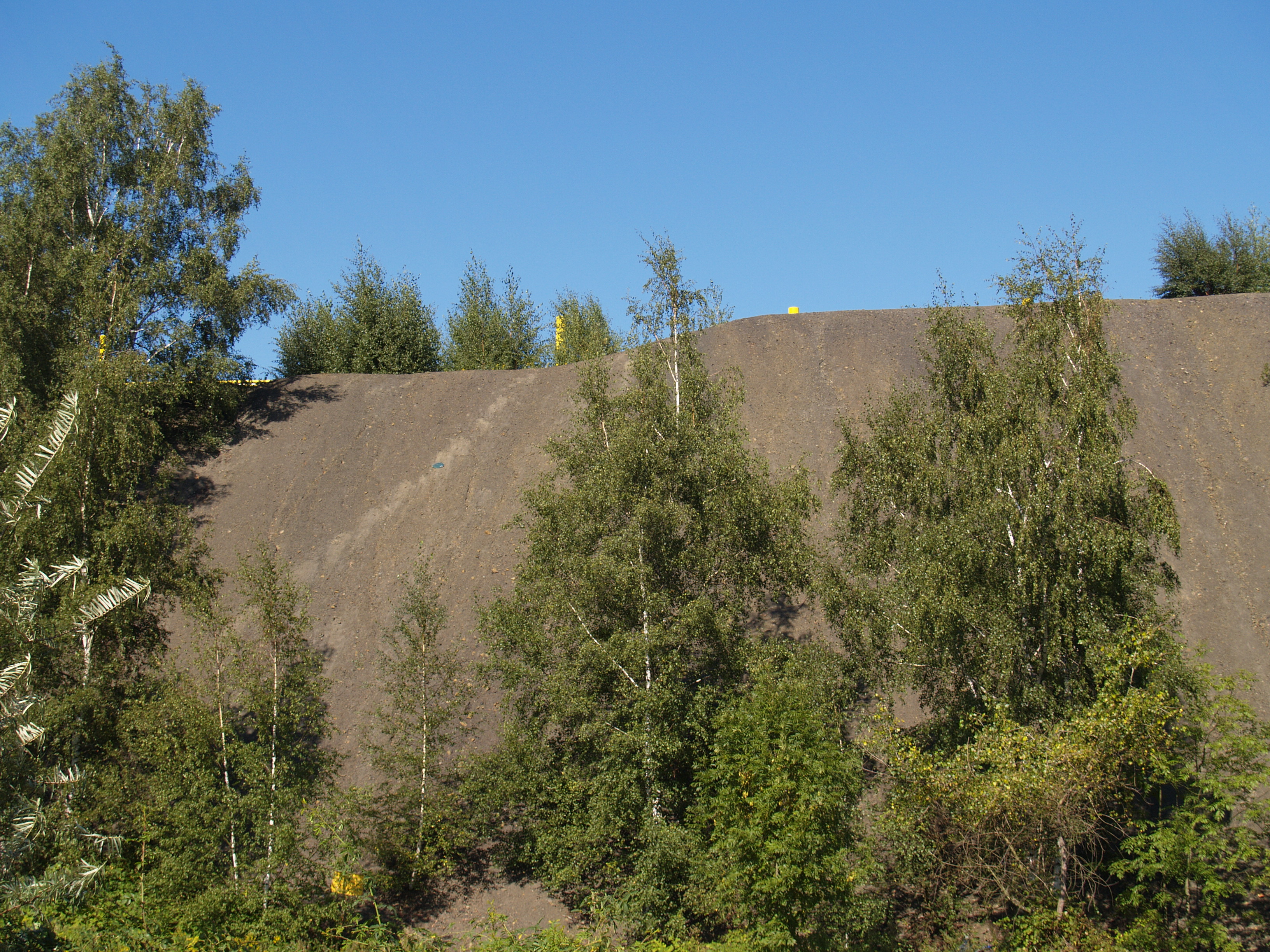
Der Südhang der Halde

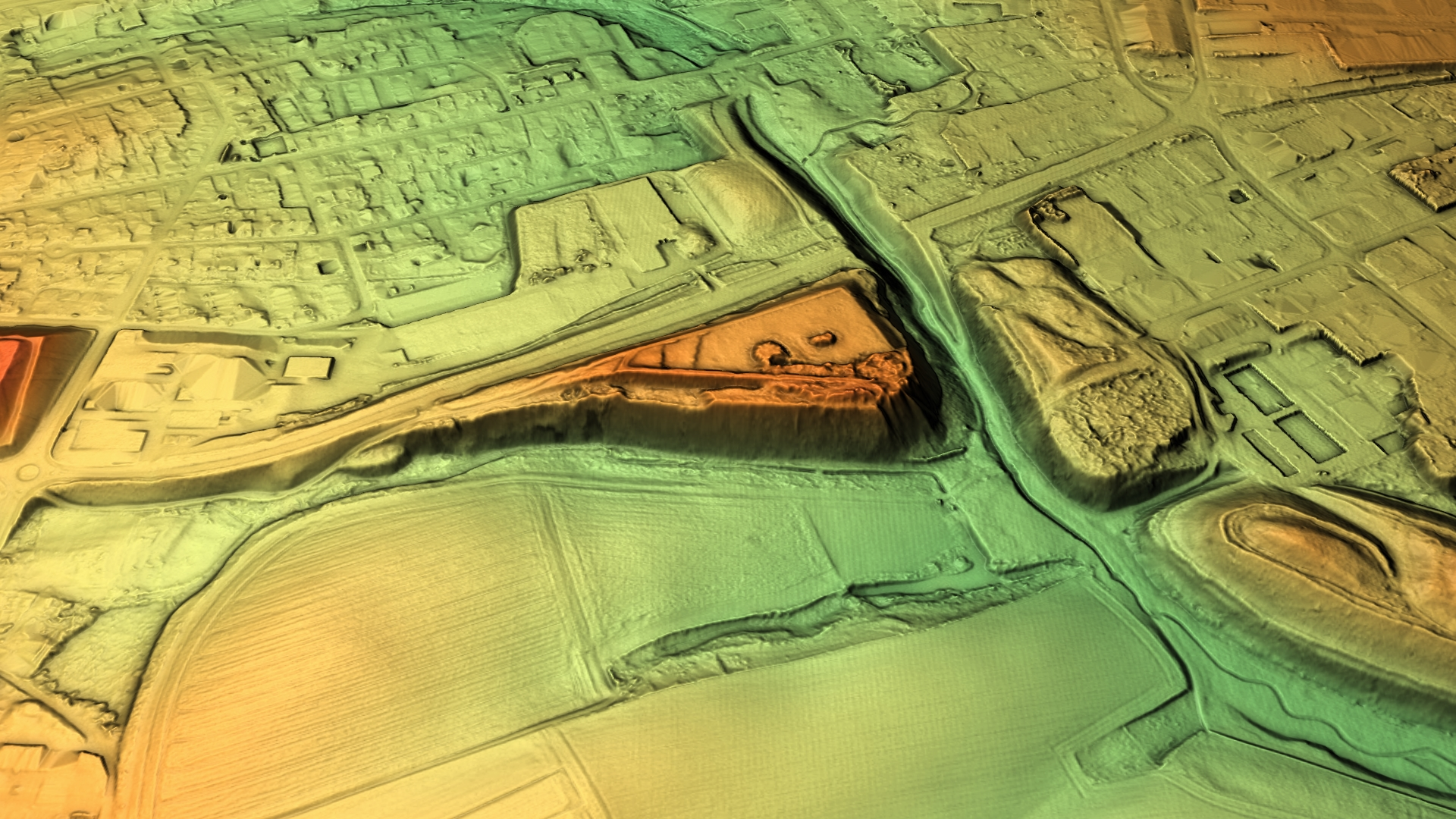
3D-Ansicht des digitalen Geländemodells

Die Halde Lothringen ist eine sechs Hektar große Bergehalde der ehemaligen Zeche Lothringen I/II im Bochumer Stadtteil Gerthe. Sie liegt östlich der ehemaligen Schachtanlage in einem Gewerbegebiet.
Die Halde hat eine steile, sich sehr aufheizende, trockene und daher wenig bewachsene Abbruchkante im Süden. Das Haldentop in 136 Metern ü. NN (16 Meter über Umgebungsniveau) ist stark mit Abraummaterial verfestigt und auch spärlich bewachsen. Die anderen Hänge der Halde sind nur schwach geneigt. Dort wachsen Nachtkerzen, Johanniskraut und Schmalblättriges Greiskraut. Am renaturierten Gerther Mühlenbach im Osten der Halde ist es schon so feucht, dass Libellen beobachtet werden können. 
Auf die Halde führt ein zweihundert Meter langer promenadenähnlicher Weg, der im Bogen zur künstlerischen Installation am Südhang leitet. Unmittelbar vor dem Abhang in einer Höhe von 135 Metern ü. NN. befindet sich das Kunstwerk Über(n) Ort von Kirsten Kaiser. Es besteht aus gelb lackierten Rohren. Ein horizontal verlaufendes ca. 50 Zentimeter dickes Rohr ist in kurzen Abständen von gleichartigen aber dickeren senkrechten Rohren aufgeständert, insgesamt ist die Konstruktion 220 Meter lang. Die Höhe der dreiundzwanzig senkrechten Rohre nimmt von West nach Ost zu, das horizontale Rohr bleibt auf seiner Höhe und wird immer weiter überragt. Auf der Hangseite (also aus Richtung Süden sichtbar) befindet sich am horizontalen Rohr eine linear verlaufende LED-Lichtinstallation. Die Farbe Gelb für die Rohre und die LED-Lampen wurde von der Künstlerin bewusst gewählt, sie steht für den Straßenverkehr und für „Achtung!“, sie soll auf die Halde locken von der die umgebende Landschaft und Bebauung gut sichtbar ist. Die Nachtinstallation ist zwar auch gelb, wirkt aber ganz anders, da sie als ein schwebendes Band ohne ansteigende oder senkrechte Elemente wahrgenommen wird. 
Im Bereich des Zechengeländes im heutigen Gewerbepark Lothringen ist eine haldenähnliche Deponie mit schadstoffbelasteten Böden aufgeschüttet worden, die nicht zur Bergehalde gehört. Nach Folienabdeckung wurde sie begrünt. Darauf stehen drei aus Betonstahl gefertigte Gerüste, wie sie für Gründungspfeiler häufig benutzt werden. Ihre Aufstellung symbolisiert die drei gleichförmigen Schornsteine, die die Zechenanlage in Gerthe markant kennzeichneten.

## Kunstinstallationen

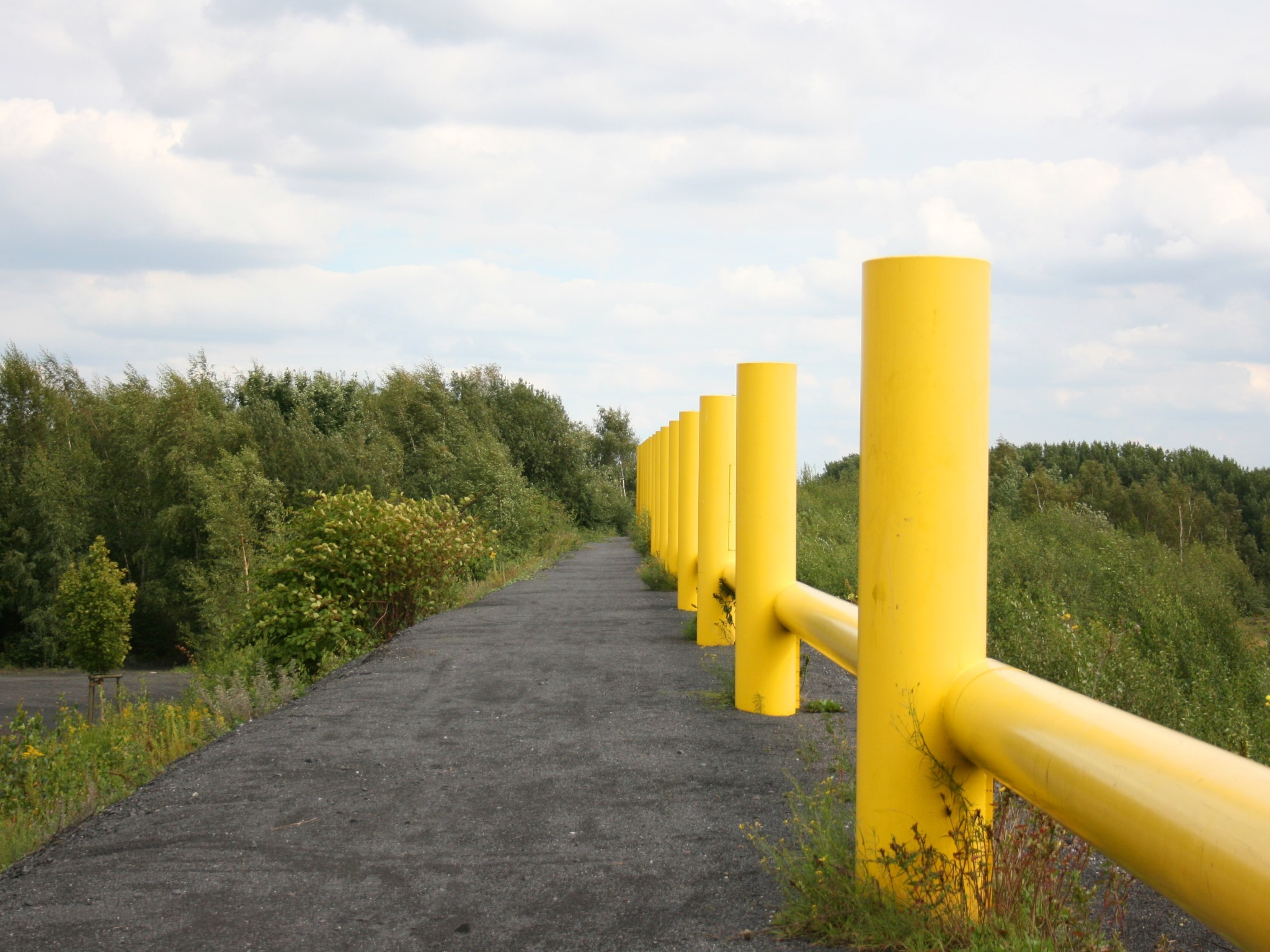
Gelb lackiertes Rohr der Installation Über(n) Ort
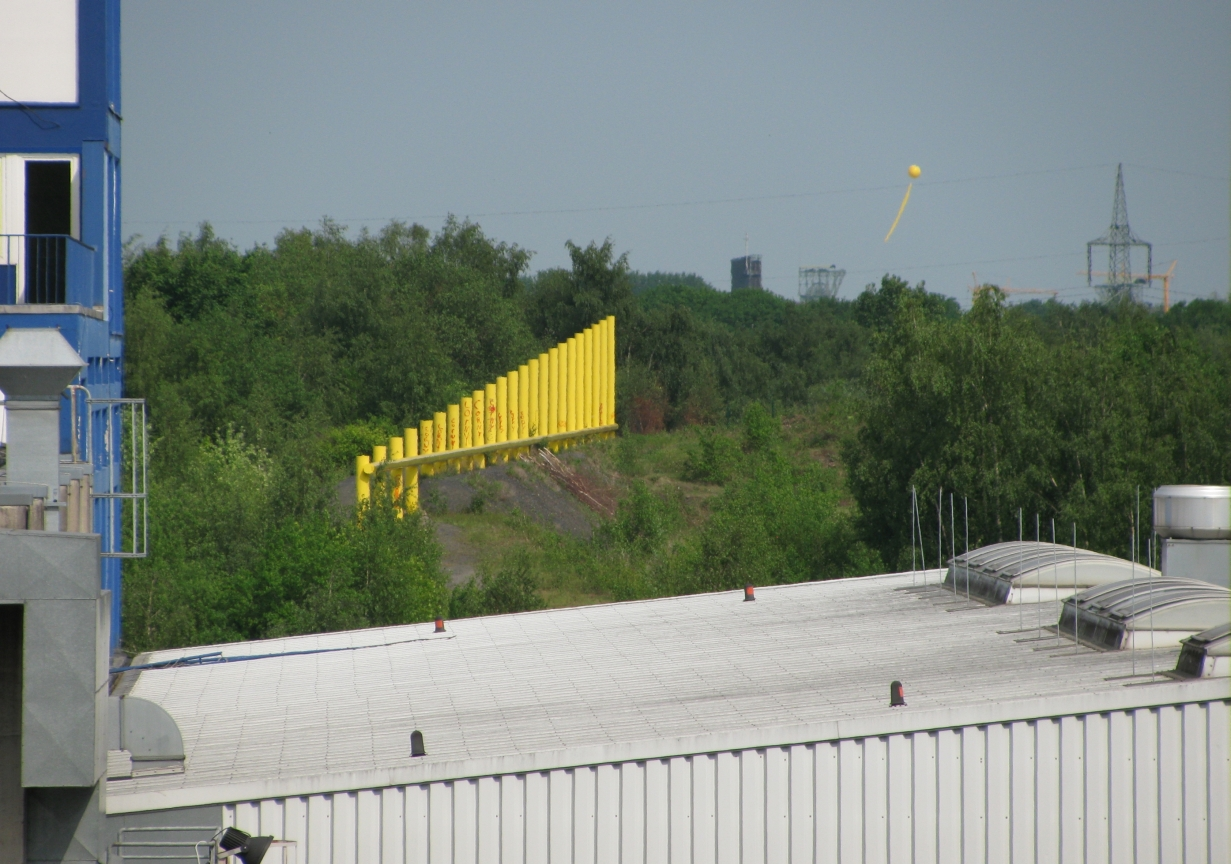
Wirkung des Kunstwerkes aus größerer Entfernung
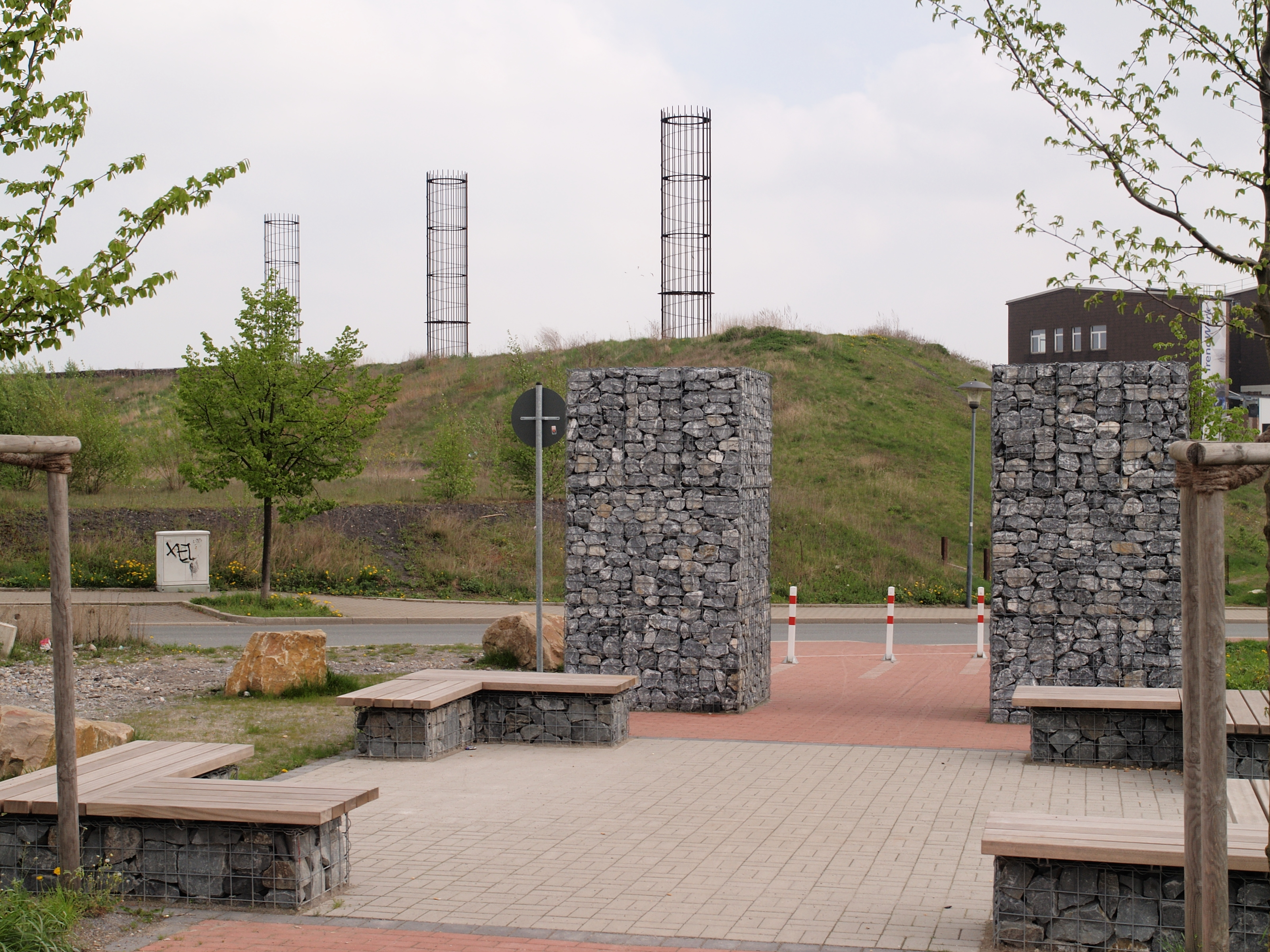
Die Deponie mit den drei symbolischen Schornsteinen